# ORANGE (河村隆一のアルバム)
『ORANGE』（オレンジ）は、2007年6月20日に、コロムビアミュージックエンタテインメントから発売された、河村隆一の4作目のオリジナル・アルバム。

## 概要
ソロデビュー10周年記念イヤーのスタートを飾る3年ぶりのアルバム。

## 収録曲
特記以外　作詞・作曲：河村隆一　
1. Landscape
  - 作詞・作曲・編曲：葉山拓亮
2. 誰の為でもなく君に…
  - 編曲：田屋雅章　ストリングスアレンジ：葉山拓亮
3. メルカトルの子孫
  - 編曲：田屋雅章
4. J.E.1960
  - 編曲：葉山拓亮
5. Timepieces
  - 編曲：葉山拓亮
6. 恋する花びら
  - 編曲：葉山拓亮
7. Profile
  - 編曲：葉山拓亮
8. もう僕は
  - 作詞：吉田美智子　編曲：田屋雅章　ストリングスアレンジ：葉山拓亮
9. Sunset
  - 作曲・編曲：INORAN
10. 飛べない鳥
  - 編曲：田屋雅章
11. 夏に降る雪
  - 編曲：田屋雅章